# Autobusy miejskie w Radomiu
Autobusy miejskie w Radomiu – system komunikacji autobusowej obsługujący miasto Radom.

## Historia
Początki komunikacji miejskiej w Radomiu sięgają końca lat 20. XX wieku, jednak za formalny jej początek uznaje się 1 stycznia 1954 roku, gdyż od tego momentu komunikacja miejska działa nieprzerwanie do dzisiaj. Przed 1993 linie obsługiwał jedynie MPK Radom, jednak w związku z prywatyzacją MPK Radom i utworzeniem Zarządu Transportu Miejskiego, rozpoczęto rozstrzyganie przetargów na obsługę linii. Pierwszy został wygrany przez Michalczewskiego, który od 1 sierpnia 1994 roku rozpoczął obsługę linii 3, 8 i 13 sprowadzonymi z Wiednia gazowymi Gräf & Steyrami LU200 M11. Następnie przejął linie 5, 26 i A. Pod koniec 1997 roku na ulice Radomia wyjechały pierwsze autobusy niskopodłogowe marki Neoplan zakupione przez MPK Radom. W 2001 roku ZTM został połączony z MZD i przekształcony w Miejski Zarząd Dróg i Komunikacji. W grudniu 2005 roku MPK wprowadził do taboru pierwsze pojazdy zasilane na sprężony gaz ziemny CNG - zmodernizowane Jelcze 120M (numery 1008-1014). Cztery lata później na ulice wyjechał pierwszy autobus napędzany CNG spod szyldu Michalczewskiego. Od połowy 2016 roku radomski tabor autobusowy jest w 100% niskopodłogowy. Wtedy też w sieci komunikacyjnej MZDiK pojawił się pierwszy operator spoza regionu radomskiego - konsorcjum firm DLA Wrocław i Irex-4/Meteor, które od 21 sierpnia 2016 rozpoczęło obsługę linii 3, 8 i 13. W 2018 roku MPK zakupiło jeden z najdłuższych autobusów eksploatowanych w Polsce - MAN NG363 Lion's City GL nr tab. 947 mierzący 18,75 metra. Od 2020 roku MPK Radom ma w swoim taborze autobusy elektryczne, a w następnym roku definitywnie zakończył eksploatację autobusów 15-metrowych, wycofując ostatnie autobusy Neoplan N4020.

## Komunikacja miejska
Obecnie w ramach regularnej komunikacji miejskiej po Radomiu i kilku okolicznych gminach kursuje 30 linii miejskich. W dni powszednie w ramach komunikacji miejskiej na ulice wyjeżdża około 140 autobusów, natomiast w soboty, niedziele i święta liczba ta spada do okolicy 70 autobusów. Średnia częstotliwość wszystkich linii w szczycie komunikacyjnym wynosi ok. 20 minut, na co składają się:
- 2 linie dzienne priorytetowe (7, 9): co 10 minut;
- linia dzienna priorytetowo-podstawowa (3): co 15 minut;
- 16 linii dziennych podstawowych (1, 2, 4, 5, 6, 8, 11, 12, 13, 14, 15, 17, 18, 23, 25, 26): co 20 minut;
- 5 linii dziennych uzupełniających (10, 16, 19, 21, 24): co 30 minut;
- 3 linie dzienne marginalne (20, 22, 27): częstotliwości indywidualne;
- 3 linie nocne podstawowe: (N1, N2, N3): co 60 minut.

Organizatorem i regulatorem komunikacji miejskiej jest Miejski Zarząd Dróg i Komunikacji. Na jego zlecenie przewozy wykonuje trzech przewoźników: MPK Radom, Michalczewski sp. z o.o. oraz konsorcjum firm DLA Wrocław, Irex Sosnowiec i Meteor Jaworzno. 
Do 1 stycznia 2004 MZDiK organizował także transport podmiejski za pomocą 10 linii literowych (A, B, C, D, E, F, G, J, K, L), linie te zostały przekazane przewoźnikom dotychczas je obsługującym (linię A Michalczewski, a linie B-L MPK Radom). Michalczewski utrzymał linię A i obsługuje ją do dzisiaj. MPK przez 8 lat stale dokonywał zmian w swojej siatce połączeń, jednak rosnące koszty obsługi (i powstały przez to dług miejskiej spółki) oraz w większości przypadków brak zainteresowania współfinansowania przez gminy spowodowało, że do połowy 2012 przetrwały zaledwie trzy z dziewięciu "literówek" (B, J i L), które wtedy przejął PKS Radom. Po rezygnacji MPK oraz upadłości PKS trasy obsługiwane dawniej przez autobusy komunalne były i są obstawiane przez różnych przewoźników prywatnych wykonujących przewozy do dalszych miejscowości. 
Gminy powiatu radomskiego dofinansowują także warianty przedłużonych linii miejskich. Trasy dziesięciu z nich częściowo wybiegają za granice miasta, ale na podstawie porozumień międzygminnych mają one jednolitą taryfą biletową:
- linia 5 (wybranymi kursami do Rożek, przez Kończyce-Kolonię, Kosów i Młodocin Mniejszy),
- linia 6 (wszystkimi kursami do Milejowic / Kasztanowej, wybranymi kursami do Milejowic / Cerekiewskej, przez Bielichę),
- linia 14 (wybranymi kursami do Sadkowa przez Natolin),
- linia 15 (wybranymi kursami do Makowca),
- linia 18 (wybranymi kursami przejeżdżająca przez Kozłów),
- linia 22 (wszystkimi kursami do Lasowic przez Rajec Szlachecki),
- linia 23 (wybranymi kursami do Zenonowa przez Sołtyków),
- linia 24 (wybranymi kursami do Małęczyna Nowego, a także Grzmucina - wszystkie z tych wariantów przez Janów i Małęczyn Stary),
- linia 26 (wybranymi kursami do Myśliszewic przez Rajec Poduchowny, Antoniówkę i Groszowice lub do Jedlni-Letnisko przez Siczki oraz wybranymi do Janiszewa).
- linia 27 (wszystkimi kursami do Skaryszewa przez Makowiec).

## Linie komunikacji miejskiej
Stan na dzień 01.05.2024 r. Źródło: mzdik.pl
| Numer linii | Przystanek początkowy | Przystanek końcowy                                                                    | Średni czas przejazdu na trasie podstawowej | Liczba przystanków na trasie podstawowej | Średnia częstotliwość na trasie podstawowej | Obsługa linii                                 |
| ----------- | --- | ------------------------------------------------------------------------------------- | ------------------------------------------- | ---------------------------------------- | ------------------------------------------- | --------------------------------------------- |
| 1           | Os. Południe | Os. Gołębiów I                                                                        | 32 min                                      | 24/23                                    | DP-15/20/15/30 DS-30                        | MPK Radom                                     |
| 2           | Os. Zamłynie | Idalin                                                                                | 26 min/27 min                               | 21                                       | DP-20/20/20/30 DS-40                        | Michalczewski                                 |
| 3           | Os. Michałów | Idalin                                                                                | 38 min/35 min                               | 27/24                                    | DP-15/20/15/30 DS-30                        | MPK Radom                                     |
| 4           | Os. Prędocinek | Firlej / Cmentarz                                                                     | 30 min/31 min                               | 25                                       | DP-15/20/15/30 DS-40                        | MPK Radom                                     |
| 5           | Lotnisko Warszawa-Radom | Pruszaków (Rożki)                                                                     | 31 min/33 min                               | 25/28 (trasa objazdowa)                  | DP-15/20/15/30 DS-40                        | Michalczewski                                 |
| 6           | Godów | Milejowice / Kasztanowa (Milejowice / Cerekiewska)                                    | 43 min/40 min                               | 29/32                                    | DP-20/40/20/40 DS-60                        | Michalczewski                                 |
| 7           | Os. Południe | Os. Michałów                                                                          | 31 min/35 min                               | 24/22                                    | DP-10/10/10/20 DS-20                        | MPK Radom                                     |
| 8           | Kierzków | Os. Wośniki                                                                           | 32 min/34 min                               | 26/27                                    | DP-15/20/15/30 DS-40                        | Irex / Meteor Sosnowiec                       |
| 9           | Os. Prędocinek | Os. Gołębiów I                                                                        | 26 min/25 min                               | 17/18                                    | DP-10/10/10/20 DS-20                        | MPK Radom                                     |
| 10          | Wacyn / Osiowa | Gołębiów / Fołtyn (Rajec Poduchowny)                                                  | 35 min/35 min                               | 25/24                                    | DP-nieregularna DS-60                       | MPK Radom                                     |
| 11          | Os. Gołębiów II / Paderewskiego | Idalin                                                                                | 35 min/33 min                               | 24/22                                    | DP-20/20/20/30 DS-40                        | DLA Wrocław                                   |
| 12          | Wincentów (wariantowo przez Mroza) | Os. Południe (wariantowo przez Mroza)                                                 | 41 min/43 min                               | 34                                       | DP-20/40/20/60 DS-30/60                     | MPK Radom                                     |
| 13          | Józefów / Szpital (Witosa / Cmentarz) | Wośniki / Szkoła (Wośniki / Samorządowa)                                              | 37 min                                      | 30/27                                    | DP-20/20/20/30 DS-40                        | DLA Wrocław Irex / Meteor Sosnowiec           |
| 14          | Lotnisko Warszawa-Radom (Sadków) | Os. Południe (Potkanów / Stalowa)                                                     | 53 min/49 min                               | 42/37                                    | DP-20/20/20/30 DS-40                        | MPK Radom                                     |
| 15          | Kaptur | Janiszpol (Makowiec)                                                                  | 25 min/24 min                               | 20/21                                    | DP-20/20/20/30 DS-40                        | MPK Radom                                     |
| 16          | Os. Gołębiów II / Sempołowskiej | Os. Wośniki                                                                           | 29 min/30 min                               | 23/22                                    | DP-30/40/30/40 DS-80                        | MPK Radom                                     |
| 17          | Potkanów / Stalowa | Gołębiów / Fołtyn                                                                     | 36 min                                      | 28/29                                    | DP-20/20/20/30 DS-40                        | MPK Radom                                     |
| 18          | Pruszaków przez Dworzec PKP i Nową Wolę Gołębiowską (wariantowo przez Kozłów, kilka kursów przejeżdżających przez Wolę Gołębiowską jest skróconych do Dworca PKP) | Linia okrężna, posiada jeden przystanek końcowy (z wyjątkiem kilku kursów skróconych) | 91 min                                      | 65                                       | DP-20/40/20/40 DS-40                        | MPK RadomDLA Wrocław                          |
| 19          | Obozisko | Malenice                                                                              | 27 min                                      | 19/20                                    | DP-30/40/30/40 DS-30                        | MPK Radom                                     |
| 20          | Ustronie / Radomskiego | Malczew                                                                               | 10 min                                      | 7                                        | DP- 50/50/50/- DS - brak                    | MPK Radom                                     |
| 21          | Os. Prędocinek | Wólka Klwatecka (Wincentów)                                                           | 42 min/45 min                               | 31/32                                    | DP-30/40/30/40 DS-60                        | MPK Radom                                     |
| 22          | Obozisko | Lasowice                                                                              | 21 min                                      | 15/16                                    | DP-nieregularna DS-brak                     | Michalczewski                                 |
| 23          | Wólka Klwatecka / Mroza | Malczew (Zenonów)                                                                     | 46 min/47 min                               | 36/37                                    | DP-20/20/20/30 DS-340                       | MPK Radom                                     |
| 24          | Os. Michałów (Józefów / Szpital) | Długojów Górny (Małęczyn Nowy) (Grzmucin)                                             | 40 min/38 min                               | 29/30                                    | DP-30/40/30/40 DS-90                        | MPK Radom                                     |
| 25          | Wacyn / Szpital | Potkanów / Stalowa                                                                    | 42 min/43 min                               | 31                                       | DP-20/40/20/40 DS-40                        | Irex/Meteor Sosnowiec MPK Radom Michalczewski |
| 26          | Myśliszewice (Jedlnia-Letnisko) | Janiszew (Mokra / Wernera)                                                            | 34 min/35 min                               | 27                                       | DP-30/40/30/60 DS-80                        | Michalczewski                                 |
| 27          | Dw. Główny PKP / Poczta | Skaryszew II / Mickiewicza                                                            | 28 min/31 min                               | 20/18                                    | DP-40/80 DS-80                              | MPK Radom                                     |
| N1          | Józefów / Szpital | Os. Prędocinek                                                                        | 36 min/33 min                               | 24/25                                    | 60                                          | MPK Radom                                     |
| N2          | Os. Gołębiów II / Sempołowskiej | Wierzbicka / Warsztatowa                                                              | 40 min/46 min                               | 31/32                                    | 60                                          | MPK Radom                                     |
| N3          | Os. Zamłynie | Idalin                                                                                | 31 min/30 min                               | 20                                       | 60                                          | MPK Radom                                     |

## Komunikacja podmiejska
Komunikacja podmiejska powstała w wyniku rezygnacji MZDiK z organizacji połączeń komunikacyjnych w 2004 roku z okolicznymi gminami, które nie wyrażały woli współfinansowania komunikacji podmiejskiej. W sposób zorganizowany linie podmiejskie wyjeżdżające z Radomia obsługują (stan na dzień 01.07.2025 r.):
- Michalczewski linią A do Jedlanki (Kępiny);
- Darkom do Iłży przez Skaryszew, do tego obsługuje w gm. Iłża komunikację wewnętrzną (5 linii dotowanych z FRPA);
- Jarząbek linią F do Wierzbicy przez Parznice, do tego obsługuje w gminie Wierzbica komunikację wewnętrzną (4 linie dotowane z FRPA);
- M-Trans za pomocą linii L kursującej w czterech wariantach (dotowane z FRPA): okrężnym z Radomia przez Lesiów, Jastrzębię, następnie pokonującym miejscowości w jedną stronę zależnie od kursu: Bartodzieje, Lewaszówka, Dąbrowa Jastrzębska (lub w kierunku przeciwnym) z powrotem do Jastrzębi, Lesiowa kończąc w Radomiu; do Głowaczowa przez Lesiów, Owadów, Jastrzębię, Bartodzieje, Wolę Goryńską, Łukawę (na mocy porozumienia międzygminnego m.-gm. Głowaczów z gm. Jastrzębia), okrężnym z Radomia przez Dąbrowę Kozłowską, Kozłów, Lesiów z powrotem  do Radomia; do Brzózy przez Lesiów, Jastrzębię, Dąbrowę Jastrzębską, Lewaszówkę, Cecylówkę-Brzózkę oraz Ursynów (na mocy porozumienia międzygminnego m.-gm. Głowaczów z gm. Jastrzębia);
- Walkiewicz za pomocą dwóch linii: W do Wolanowa (z wieloma wariantami: do Strzałkowa, Mniszka – część z nich przez Garno), do tego obsługuje w gm. Wolanów komunikację wewnętrzną (4 linie dotowane z FRPA) - z Wolanowa: przez Wawrzyszów-Kolonię [Dziką Niwę, Laskową Wolę], Rogową do Mniszka; przez Garno, Waliny, Młodocin Większy, Podlesie i Franciszków (okrężna); przez Kowalę-Duszocinę, Chruślice, Wacławów do Sławna; przez Strzałków, Zabłocie, Bieniędzice do Jarosławic oraz linię P przez Zakrzew do Przytyka, do tego obsługuje w gm. Przytyk komunikację wewnętrzną (3 linie dotowane z FRPA) - z Przytyka: przez Sukowską Wolę, Suków, Kaszewską Wolę, Tursk, Sewerynów, Maksymilianów, Studzienice (okrężna); przez Jabłonną, Wrzos, Potkanną (z wjazdem kieszeniowym do Ostrołęki), Domaniów, Wólkę Domaniowską, Głogów, Młódnice, Krzyszkowice, Oblas (okrężna); przez Jabłonną, Wrzos (z wjazdem kieszeniowym do Goszczewic), Potkanną, (z wjazdem kieszeniowym do Ostrołęki), Domaniów, Słowików (okrężna); oraz przez Jabłonną, Wrzos do Goszczewic;
- Oparka poprzez komunikacje wewnętrzne w gminach Skaryszew (5 linii) i Jedlnia-Letnisko (5 linii: J1-J5, w tym szkolna J5). W przypadku Skaryszewa 4 linie gminne wjeżdżają do Radomia: z Podsuliszki, z Anielina, z Niwy Odechowskiej, z Odechowca. Do tego obsługuje także organizowane przez Urząd Gminy w Kowali kursujące między Radomiem a Grabiną oraz Bukowcem (razem 12 linii dotowanych z FRPA);
- Alexandria liniami do Rudy Małej na dwóch wariantach tras: przez Kosów, Rożki i Kowalę-Stępocinę lub przez Trablice, Ludwinów, Kowalę-Kolonię, Kowalę-Stępocinę oraz Dąbrówkę Zabłotnią (obie linie dotowane z FRPA);
- Mar-Trans liniami z Podgóry przez Gózd do Radomia, z Kłonówka-Wsi, Kłonów, Kuczki-Kolonię, Grzmucin, Małęczyn do Radomia oraz z Radomia przez Gózd, Kuczki-Kolonię, Kłonów do Kłonówka-Wsi (3 linie dotowane z FRPA);
- Lin-Trans linią z Bartodziejów przez Lucin, Janów, Brzezinki Stare, Tczów, Borki, Kazimierzów, Rawicę Starą, Tynicę, Kłonowiec-Koracz do Radomia (1 linia dotowana z FRPA).

Od 16 sierpnia 2023 gmina Zakrzew uruchomiła własną komunikację autobusowa, uruchamiając dwie linie cyfrowe: 100 (z Radomia do Zakrzewskiej Woli) i 102 (okrężną, która ma przystanek końcowy w Dąbrówce Nagórnej). We wrześniu doszły kolejne linie: 101 (z Radomia do Jaszowic Kolonii - w zamian za zlikwidowane warianty linii miejskiej 8) oraz 103 będąca wewnątrzgminną linią dowozową do szkoły podstawowej w Zakrzewie. Kursy są obsługiwane przez autobusy elektryczne. W roku szkolnym 2024/2025 powstała kolejna wewnątrzgminna linia dowozowa do szkoły podstawowej w Zakrzewie - 104, którą obsługuje spalinowy bus. Linie te (wszystkie dotowane z FRPA), choć są oznaczone cyframi, nie mają nic wspólnego z komunikacją miejską organizowaną przez radomski MZDiK. Posiadają osobną taryfę biletową i osobny regulamin przewozów (np. w odróżnieniu od radomskiej komunikacji, zakazany jest przewóz rowerów w autobusach). Już wkrótce wystartuje kolejna sieć gminnych autobusów elektrycznych, tym razem w gminie Wolanów.